# Bréville-les-Monts
Bréville-les-Monts är en kommun i departementet Calvados i regionen Normandie i norra Frankrike. Kommunen ligger i kantonen Cabourg som ligger i arrondissementet Caen. År 2022 hade Bréville-les-Monts 651 invånare.
Innan dekret nummer 2004-886 av den 26 augusti 2004 trädde i kraft hette kommunen endast Bréville.

## Befolkningsutveckling
Antalet invånare i kommunen Bréville-les-Monts
Referens: INSEE